# 安齊拉納納省
安齊拉納納省（法語：Antsiranana）是馬達加斯加的一個省，位於該國東北部，東臨印度洋，西臨莫桑比克海峽。面積43,406平方公里，2001年人口1,188,425人。首府安齊拉納納。下分9縣。
13°35′S 49°30′E / 13.58°S 49.5°E